# Cristina Salvador
Cristina Salvador González (26 de septiembre de 1991) es una deportista española que compitió en natación sincronizada.
Ganó cuatro medallas en el Campeonato Mundial de Natación entre los años 2009 y 2013, y cinco medallas en el Campeonato Europeo de Natación entre los años 2010 y 2016.

## Palmarés internacional
| Campeonato Mundial | Campeonato Mundial    | Campeonato Mundial | Campeonato Mundial |
| Año                | Lugar                 | Medalla            | Prueba             |
| ------------------ | --------------------- | ------------------ | ------------------ |
| 2009               | Roma (Italia)         | Medalla de plata   | Equipo técnico     |
| 2011               | Shanghái (China)      | Medalla de bronce  | Equipo técnico     |
| 2013               | Barcelona (España)    | Medalla de plata   | Equipo técnico     |
| 2013               | Barcelona (España)    | Medalla de plata   | Combinación libre  |
| Campeonato Europeo |                       |                    |                    |
| Año                | Lugar                 | Medalla            | Prueba             |
| 2010               | Budapest (Hungría)    | Medalla de plata   | Equipo             |
| 2010               | Budapest (Hungría)    | Medalla de plata   | Combinación libre  |
| 2014               | Berlín (Alemania)     | Medalla de plata   | Combinación libre  |
| 2014               | Berlín (Alemania)     | Medalla de bronce  | Equipo             |
| 2016               | Londres (Reino Unido) | Medalla de bronce  | Equipo libre       |